# Sakin Ol
Sakin Ol, musikalbum utgivet av den turkiska artisten Sertab Erener 1992. 
1. Aldırma deli gönül
2. Suçluyum
3. Ateşle barut
4. Yalnızlık senfonisi
5. Sakin ol
6. Vurulduk
7. Unutamadım
8. Oyun bitti
9. Elele
10. O, ye